# Rhyticeros cassidix

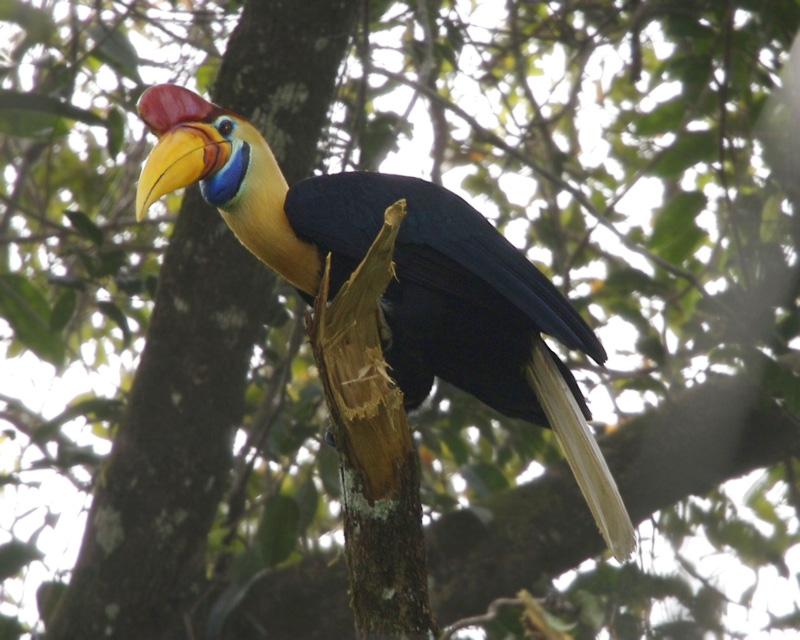
Bucero caruncolato sul Tangkoko (Sulawesi).

Il bucero caruncolato (Rhyticeros cassidix (Temminck, 1823)) è un uccello della famiglia dei Bucerotidi diffuso solamente su alcune isole indonesiane. Come tutti i buceri, nidifica nelle cavità degli alberi: la femmina, segregata all'interno del nido, mura l'ingresso della camera di cova ad eccezione di una stretta fessura, e trascorre un periodo di tre mesi in compagnia dei nidiacei, durante il quale lei e i piccoli vengono nutriti dal maschio.
Nel 2017 il bucero caruncolato è stato valutato dalla Lista Rossa delle specie minacciate della IUCN come «specie vulnerabile» (Vulnerable).

## Descrizione
Il bucero caruncolato raggiunge una lunghezza corporea compresa tra 70 e 80 centimetri. Nel maschio la coda misura in media 26,4 centimetri, mentre nella femmina essa è significativamente più piccola, misurando 19,7 centimetri. Il dimorfismo sessuale è poco pronunciato.

### Maschio
Il vertice e la parte posteriore della testa sono di colore rosso-brunastro, la faccia e il collo vanno dal rosso-brunastro chiaro al color crema. Le piume che ricoprono il corpo e le ali sono nere, con riflessi color verde metallico sulle parti superiori. La coda è bianca.
Il becco è giallo con scanalature di colore arancio-brunastro e un casco rosso-brunastro di forma simile a un elmo. L'anello oculare nudo è di colore blu pallido. La vasta chiazza di pelle nuda sulla gola è blu scuro con una banda nera nella parte inferiore. Al di sotto della banda nera la gola è turchese. Gli occhi sono di colore da arancione a rosso, le zampe e i piedi sono neri.

### Femmina e giovane
Le femmine adulte hanno un piumaggio che ricorda in gran parte quello dei maschi. Tuttavia, sono più piccole e hanno un casco più piccolo sul becco. La nuca e il collo sono completamente neri. La banda nera sulla sacca golare priva di piume è meno pronunciata. Gli occhi variano dal marrone all'arancione.
Nei giovani esemplari entrambi i sessi mostrano inizialmente un piumaggio che ricorda quello della femmina. Il casco non si è ancora sviluppato. Gli occhi sono marrone scuro con un anello giallo attorno all'iride.

## Biologia

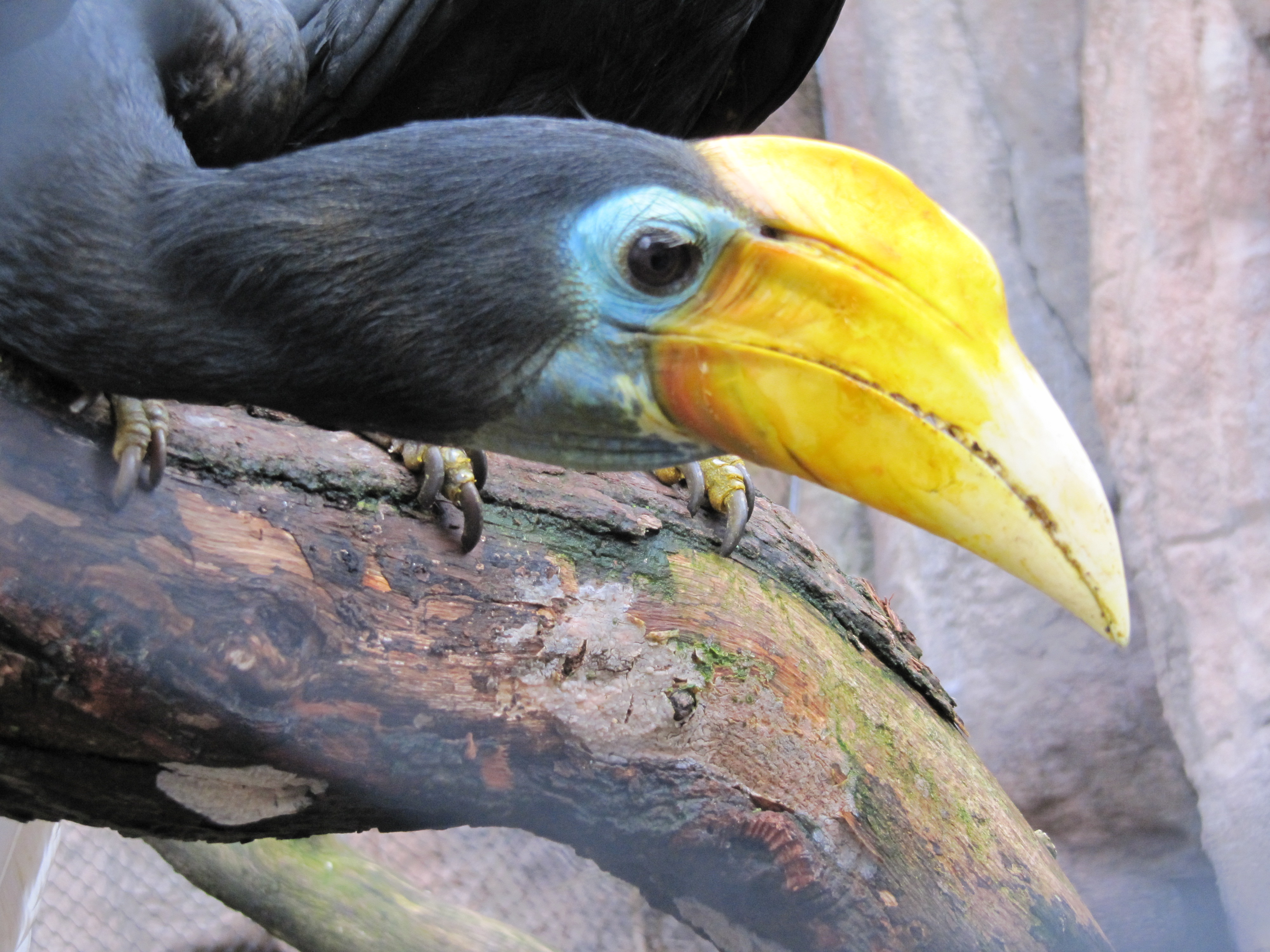
Primo piano di una femmina.

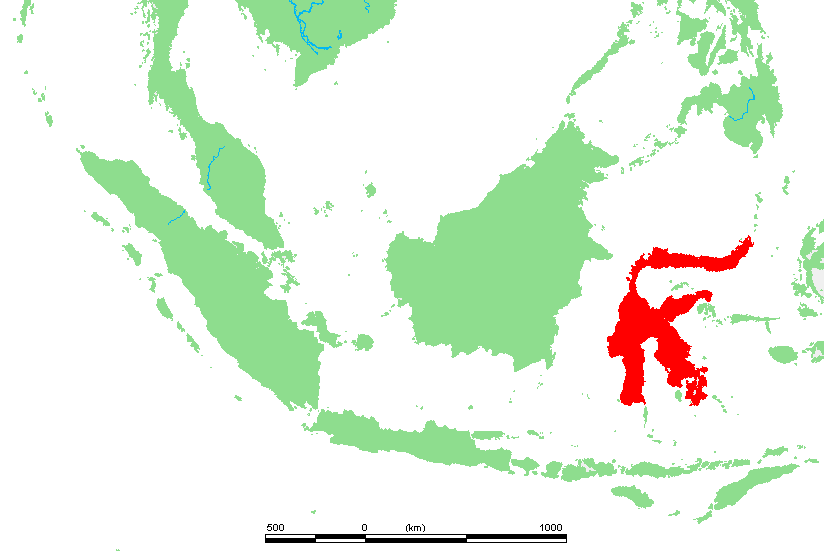
Sulawesi.

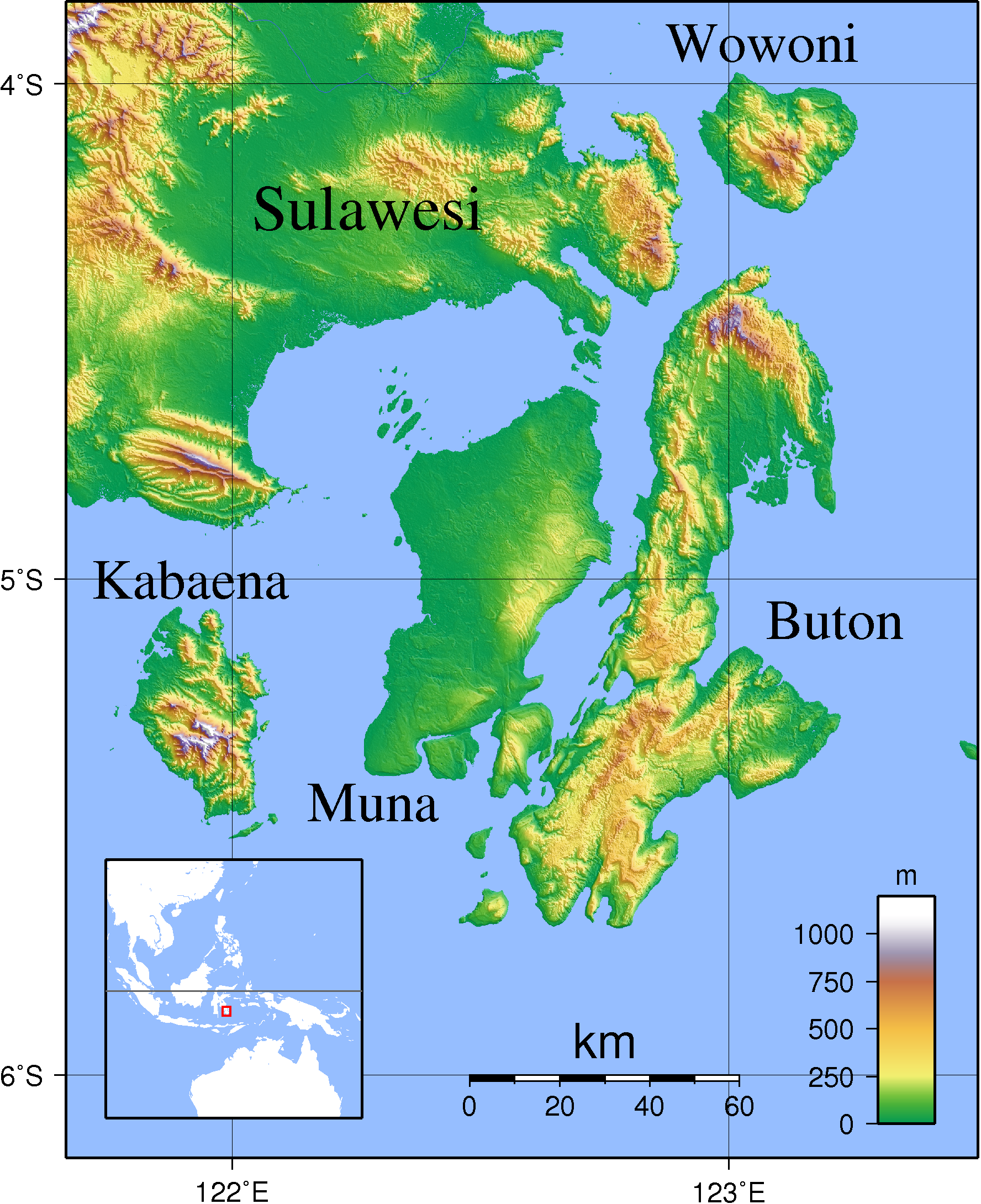
Le isole di Buton e Muna al largo di Sulawesi.

### Comportamento e alimentazione
Durante la stagione riproduttiva il bucero caruncolato vive in coppia. Al di fuori della stagione riproduttiva, tuttavia, possono formarsi di tanto in tanto gruppi formati anche da 50 individui, costituiti da buceri adulti di entrambi i sessi ed esemplari giovani.
Il bucero caruncolato è prevalentemente frugivoro. Come presso molti altri buceri, i fichi svolgono un ruolo importante nella dieta. In media questi frutti costituiscono il 69% dei pasti che vengono trasportati al nido. In singoli casi, la percentuale di fichi nella dieta è del 94%. Per questo motivo, questa è una delle specie di buceri che dipendono maggiormente dalla presenza di fichi. Inoltre, il bucero caruncolato mangia anche piccoli animali: nei suoi escrementi sono stati trovati resti appartenenti a vari insetti e probabilmente effettua razzie nei nidi di storno beccogrosso.

### Riproduzione
Secondo le attuali conoscenze, i buceri caruncolati non sembrano essere territoriali. Ciò indica che negli habitat adatti è possibile trovare in media 9,5 nidi occupati per chilometro quadrato.
Agli inizi della stagione riproduttiva la femmina inizia sempre più ad ispezionare le cavità degli alberi. Altri comportamenti che possono essere regolarmente osservati agli inizi della stagione degli amori sono le offerte di cibo tra i partner e la pulizia reciproca del piumaggio.
La cavità adibita a nido si trova di solito ad un'altezza compresa tra 13 e 42 metri dal suolo. Per nidificare questa specie predilige gli alberi con un diametro medio di 115 centimetri. Nei nidi esaminati la cavità misurava mediamente 81 cm di altezza. Le cavità di nidificazione vengono generalmente utilizzate per diversi anni.
L'ingresso della cavità viene murato dalla femmina fino a divenire una fessura ristretta: per fare questo, usa i suoi escrementi. La femmina di solito lascia la cavità 24-32 giorni prima del piccolo e quindi si prende cura di esso insieme al maschio.

## Distribuzione e habitat
Il bucero caruncolato vive sull'isola indonesiana di Sulawesi e sulle adiacenti Lembeh, isole Togian, Buton e Muna. Nel suo areale è presente solamente un'altra specie di bucero, il bucero di Sulawesi. È tuttavia difficile confondere le due specie: il bucero di Sulawesi è notevolmente più piccolo; inoltre, i giovani e i maschi hanno la testa rosso-brunastra e il collo color crema e nelle femmine adulte queste parti del corpo sono nere.
Il bucero caruncolato è presente nelle foreste sempreverdi di alberi d'alto fusto. Quando va in cerca di cibo, di tanto in tanto si spinge fuori dalle aree forestali, ad esempio quando visita singoli alberi di fico o piantagioni.
Il bucero caruncolato è comune nelle pianure e nelle zone pedemontane. Nonostante sia stato avvistato anche a 1800 m, è raro trovarlo a queste altezze. Le densità di popolazione più elevate si trovano in corrispondenza delle aree maggiormente ricche di cibo.

## Rapporti con l'uomo
In alcune regioni di Sulawesi il cranio e il casco del bucero vengono indossati come ornamenti tradizionali. I buceri caruncolati vengono anche cacciati per essere mangiati e sono spesso tenuti come animali domestici. Nelle aree dove non vengono cacciati, possono diventare anche fiduciosi e spingersi negli insediamenti umani per andare a mangiare sugli alberi da frutto.
Il bucero caruncolato è anche l'uccello ufficiale della provincia indonesiana di Sulawesi Selatan.